# Ikue Otani
Ikue Ōtani (Japans: 大谷 育江, Ōtani Ikue) (Tokio, 18 augustus 1965) is een Japanse actrice en stemactrice, die bekend is geworden door haar rol als de stem van Pikachu in de Pokémon-animeserie en -producten. Verder werkt ze als stemactrice mee aan andere animeseries, zoals One Piece. Intussen is ze onder het beheer en vertegenwoordiging van Mausu Promotion. Haar roepnaam is "Iku-chan".
Ōtani speelt zowel mannelijke als vrouwelijke rollen. Meestal speelt ze personages die blond of geel haar hebben, bijvoorbeeld Ion, Sync en Florian in het computerspel Tales of the Abyss.